# Johann Stötter

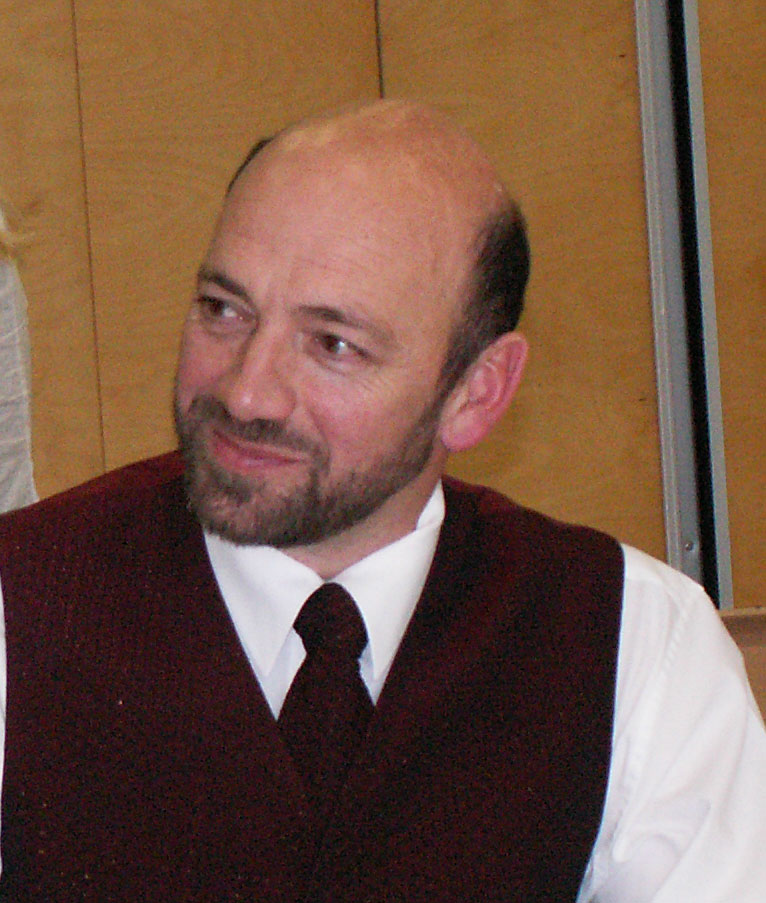
Johann Stötter (2016)

Johann Stötter, auch Hans Stötter, (* 4. Januar 1956 in München) ist ein deutscher Geograph und Ordinarius an der Universität Innsbruck. 2025 wurde er emeritiert. 

## Leben
Hans Stötter studierte 1976–1984 Geographie, Kartographie und Landschaftsökologie an der Ludwig-Maximilians-Universität München, wo er 1991 mit einer geomorphologischen Arbeit über Island promoviert wurde. 1998 wurde er auf den Lehrstuhl für Geographie als Nachfolger von Gerhard Abele berufen. 2010 bis 2012 war er Wissenschaftlicher Direktor des AlpS Centre for Climage Change Adaptation Technologies in Innsbruck, 2011 wurde er Teil des Gründungsvorstandes des Climate Change Centre Austria (kurz CCCA), bei welchem er auch weiterhin im Vorstand tätig ist.
Hans Stötter gilt als führender Geograph der österreichischen Klimawandelforschung und widmet sich darüber hinaus Fragen der Geomorphologie, Naturgefahren- und der Gebirgsforschung. Er vertritt einen integrativen geographischen Ansatz und ist methodisch unter anderem auf dem Gebiet der Geographischen Informationssysteme und Fernerkundung (speziell LiDAR) tätig. Regional befasst er sich vor allem mit den Alpen und Island.

## Werke (Auswahl)
- J. Stötter, M. Wastl, F. Schöberl, J. Lippert, H. Sigthorsson, H. Kleindienst: GIS-Based Regional Scale Assessment of the Natural Hazard Potential for Roads – Case Study Road No 76 from Siglufjörður to Straumnes, Iceland. In: J. Strobl, C. Roth (Hrsg.): GIS und Sicherheitsmanagement. Wichmann-Verlag, Stuttgart 2006, S. 97–106.
- J. Stötter, S. Fuchs: Umgang mit Naturgefahren – Status Quo und zukünftige Anforderungen. In: K. Weber, L. Khakzadeh, S. Fuchs (Hrsg.): Recht im Naturgefahrenmanagement. Studienverlag, Innsbruck 2006, S. 19–34.
- J. Stötter, C. Prager, C. Zangerl, M. Wastl: Unstable Slopes in Western Tyrol: Excursion to the Upper Inn Valley (Tschirgant Rockslide and Pfunds Debris Flows). In: A. Kellerer-Pirklbauer, M. Keiler, C. Embleton-Hamann, J. Stötter (Hrsg.): Geomorphology for the Future. Innsbruck University Press, Innsbruck 2007, S. 23–32.
- A. Borsdorf, J. Stötter, E. Veulliet (Hrsg.): Managing Alpine Future. Innsbruck 2008.
- J. Stötter, H. Weck-Hannemann, E. Veulliet: Global change and natural hazards: new challenges, new strategies. In: E. Veulliet, J. Stötter, H. Weck-Hannemann (Hrsg.): Sustainable Natural Hazard Management in Alpine Environments. Springer Verlag, Berlin 2009, S. 1–34.
- A. Borsdorf, G. Grabherr, K. Heinrich, B. Scott, J. Stötter (Hrsg.): Challenges for Mountain Regions – Tackling Complexity. Böhlau Verlag, Wien 2010.
- O. Bender, A. Borsdorf, A. Fischer, J. Stötter: Mountains Under Climate and Global Change Conditions – Research Results in the Alps. In: J. Blanco, H. Kheradmand (Hrsg.): Climate Change – Geophysical Foundations and Ecological Effects. InTech, Rijeka 2011, S. 404–422.
- J. Stötter, M. Coy (Hrsg.): Die Welt verstehen – eine geographische Herausforderung. In: Innsbrucker Geographische Studien 40. Selbstverlag Geographie Innsbruck, Innsbruck 2016.